# Paintner Forst

Paintner Forst bis 2012

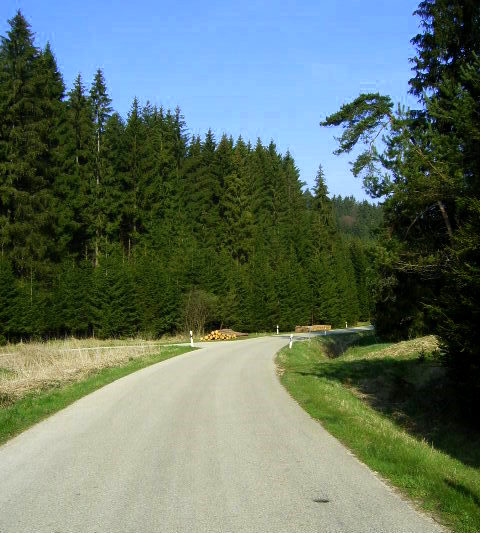
"Promillewege" bei Jachenhausen

Der Paintner Forst ist ein ehemals gemeindefreies Gebiet sowie eine Gemarkung im nördlichen Teil des niederbayerischen Landkreises Kelheim. Das Gebiet ist unbewohnt und weitgehend bewaldet, nur im südwestlichen Bereich existiert mit dem Paintner Ortsteil Rothenbügl eine größere Siedlungsenklave.
Die Gemarkung erstreckt sich über die Gemeinden Riedenburg mit rund 11,6 Prozent des Flächenanteils (Gemarkungsteil 1) und Painten mit 88,4 Prozent (Gemarkungsteil 2).
Die heutige Gemarkung und das ehemalige gemeindefreie Gebiet stimmen flächenmäßig weitgehend überein. Dabei ist die Gemarkung Paintner Forst mit 2611,68 ha etwas kleiner als die erstmals zum Gebietsstand 1. Oktober 1966 veröffentlichte Fläche des damaligen gemeindefreien Gebiets im Landkreis Parsberg mit 2656,09 ha. Die Flächendifferenz von 44 bis 45 ha rührt daher, dass das gemeindefreie Gebiet über einen längeren Zeitraum kleinere Flächen an umliegende Gemeinden abgab. Zu den größeren Flächenabgaben gehörten 10,54 ha am 1. Juli 1982 an die Stadt Kelheim, 3,96 ha am 1. Januar 1984 an Nittendorf, 1,22 ha am 1. Januar 1983 an Hemau und 1,20 ha am 1. Juli 2005 an Painten.
Das größte Flächenstück bis zur Auflösung des gemeindefreien Gebiets wurde am 1. Januar 1980 an die Gemeinde Riedenburg abgegeben, mit einer Fläche von 302,02 ha. Bei diesem Flächenstück handelt es sich um den westlichen Zipfel des damaligen gemeindefreien Gebiets mit dem Teil Eichkirchner Forst. Es entspricht im Wesentlichen dem heutigen Gemarkungsteil 1.
Im Jahr 2012 beantragte die Marktgemeinde Painten bei der Regierung von Niederbayern die Eingemeindung des verbleibenden gemeindefreien Gebietes. Nachdem diesem Antrag entsprochen wurde, kam es am 1. Januar 2013 zur Eingliederung des Paintner Forstes  mit einer Fläche von 23,0692 km² in das Gemeindegebiet von Painten. Dieses Gebiet entspricht weitgehend dem heutigen Gemarkungsteil 2 der Gemarkung Paintner Forst. Dadurch wurde die Gemeindefläche mehr als verdoppelt und nach Osten erweitert.